# Fundación Fútbol Club Barcelona
La Fundación Fútbol Club Barcelona es una entidad social, humanitaria, cultural y deportiva creada en 1994 para promover e incentivar el trabajo por aquellas comunidades infantiles y adultas que se consideran vulnerables.

## Historia
Inicialmente las actividades y obras realizadas por la fundación se materializaban mediante las donaciones por parte de socios, simpatizantes y entidades empresariales del país que eran integradas por miembros de honor, colaboradores y miembros protectores. En 2006 la Fundación tomó un nuevo impulso al recibir desde ese año, un 0,7 % de los beneficios ordinarios del club (2,2 millones de euros en 2008). Asimismo, se adhirió al plan de Objetivos de Desarrollo del Milenio de las Naciones Unidas e incorporó por primera vez publicidad de la UNICEF en la camiseta del equipo de fútbol.

## Objetivos
- Luchar contra la pobreza, el hambre, la mortalidad infantil y enfermedades como la malaria o el sida.[2]
- Promocionar los valores del deporte y fomentar su práctica.
- Ayudar a personas con riesgo de exclusión social.
- Fomentar la cultura, civismo y la democracia.
- Ayudar y asistir mediante la Agrupación Barça Veteranos, a exjugadores ya retirados que han formado parte de alguno de los equipos del FC Barcelona.
- Intentar cumplir los Objetivos de Desarrollo del Milenio.

## Alianzas, colaboraciones y campañas
Alianzas
- UNICEF[3]
- UNESCO[4]
- UNHCR / ACNUR[5]
- Miembro del ECOSOC (Consejo Económico y Social de las Naciones Unidas).[6]

Colaboraciones
- AECID, Agencia Española de Cooperación Internacional[7]
- Fundación Iberostar[8]
- Agrupación de Veteranos del FC Barcelona[9]
- Bruja de Oro (Lotería culé)[10]
- Fundación Pies Descalzos: Patrocinada por la cantante Shakira, acuerdo de colaboración (febrero de 2011) para fomentar la educación infantil a través del deporte.[11]

Campañas y/o programas
- Bankakids[12]
- FUTBOLNET[12]
- Jóvenes solidarios[12]
- 1 in 11[13]